# Línea 12 (EMT Valencia)
La línea 12 de la EMT Valencia une la Plaza de América con la Ciudad del Artista Fallero.

## Características
Regula en la Plaza América, y sale en dirección a la Ciudad del Artista Fallero, por el puente de las flores, margen derecho de la Alameda, la Av. de Aragón, Blasco Ibañez, Jaume Roig, Emili Baró, Duc de Mandas, Pare Cabanes, Castellonet, Equador, Sant Josep. Tiene una frecuencia de 12-14 min. en días laborables

## Historia
Puesta en servicio el 4 de marzo de 1991, aprovechando el cambio de sentido de los dos viales de la Av. Aragón, pero solo hasta Benicalap, en la calle Cora Raga. Posteriormente, hacia 1994, se amplió su recorrido hasta la Ciudad del Artista Fallero, modificando su paso también por la calle Jaca y la calle Alboraya, en vez de Primado Reig, para dar servicio al ambulatorio. El 27 de diciembre de 2002, con la apertura de la Avenida Ecuador, modificó su itinerario levemente por la Ciudad Fallera. 
Los jueves sufre desvíos por el mercado de Torrefiel. El 22 de septiembre de 2008, modifica su recorrido sustancialmente, por la Ciudad Fallera y Orriols, para dar servicio también a Benimaclet / Alfauir. Su cabecera se recorta a la Plaza Zaragoza, dejando de cruzar el río y el acceso al centro de Valencia, por lo que también cambia su denominación. El 1 de septiembre de 2010 vuelve a cruzar el viejo cauce, finalizando su viaje en la plaza de América. Así vuelve a cambiar su denominación de Pl. Saragossa a Pl. America.

## Otros datos
| Líneas de autobuses que prestan servicio en Valencia |               |                  |
| Línea anterior:                                      | Línea actual: | Línea siguiente: |
| 11 Línea 11                                          | 12 Línea 12   | 13 Línea 13      |